# Білий Володимир Васильович
Білий Володимир Васильович (нар. 24 лютого 1926, Торецьк, УСРР — 3 лютого 2007, Москва) — український і радянський гірничий інженер, творець спеціалізованої системи шахтобудування в Україні і в СРСР, перший заступник міністра вугільної промисловості СРСР (з 1973 року).

## Біографія
Народився 24 лютого 1926 року в селищі Щербинівського рудника (нині місто Торецьк) Донецької області у шахтарській сім'ї. У червні 1944 року був направлений на підготовчі курси в  Донецький індустріальний інститут. У 1949 році успішно закінчив інститут.
У квітні 1952 року його призначають начальником виробничого відділу будівництва  шахти «Червоний Профінтерн». Це призначення стало відправною точкою професійної діяльності Володимира Білого — він стає організатором шахтобудівельного виробництва.
У 1951 році наказом міністра вугільної промисловості йому було присвоєно персональне звання гірничого інженера III рангу. У 1953 році Володимир Білий був призначений головним інженером шахтобудівного управління № 1 тресту «Артемшахтобуд», а в 1955 році — начальником шахтобудівельного управління № 3.
У цей період у Донбасі розгорнулося масштабне будівництво шахт, кожна з річною виробничою потужністю по 350–400 тисяч тонн вугілля. У червні 1959 року гірничий інженер Володимир Васильович Білий призначається керуючим трестом «Макіївшахтобуд».
У січні 1966 року Білий призначається начальником комбінату «Донецькшахтобуд». Володимир Васильович активно підтримав ідею зі швидкісного будівництва глибокої і найпотужнішої шахти в Донбасі — «Красноармійська-Капітальна» потужністю 4,0 мільйона тони вугілля на рік і проявив ініціативу щодо організації її будівництва в нормативні терміни. І перша черга цієї шахти була введена в експлуатацію у 1972 році під назвою «Шахта імені Стаханова».
У 1969 році Володимира Васильовича переводять у вищу державну сферу керівництва будівництвом шахт — заступником міністра, а незабаром першим заступником міністра Міністерства будівництва підприємств важкої індустрії УРСР, а з 1973 року він перший заступник міністра вугільної промисловості СРСР.
Організатор великомасштабного будівництва практично у всіх галузях промисловості України і Радянського Союзу: будівництво в Україні стану «3600» на  Жданівському металургійному комбінаті,  Харцизькому трубному заводы, важливих об'єктів на заводах «Південмаш», Лисичанський нафтопереробний завод, найбільших шахтах на Донбасі: Шахта «Комсомолець Донбасу», «Прогрес»,
«Шахтарська-Глибока», Південно-Донбаська № 1 та інших. У  Російської Федерації брав участь у будівництві найбільших вугільних розрізів «Богатир», «Східний» у Екібастузі; «Бородинський», «Назаровський» і «Березовський» у  Кансько-Ачинському басейні.
На всіх етапах трудової діяльності В. В. Білий — ініціатор низки нових ідей і розробок, його вважають батьком створення спеціалізованої системи шахтобудування в Україні, а потім і СРСР, головним ідеологом створення та широкомасштабного застосування пересувного прохідницького обладнання для оснащення стовбурів до проходки.
Білий Володимир Васильович після важкої хвороби помер у  Москві в грудні 2007 року. За його заповітом похований у місті Торецьку.

## Нагороди
Трудові заслуги відзначені 3-ма  орденами Трудового Червоного Прапора,  знаками «Шахтарська Слава» 3-х ступенів, премією Ради Міністрів СРСР, Почесними грамотами Президії Верховної Ради і Верховної Ради України та багатьма іншими нагородами. Володимир Васильович нагороджений урядовими нагородами Болгарії,  Угорщини,  Монголії,  Румунії,  Чехословаччини.
Перебуваючи на пенсії і проживаючи в Москві, Володимир Васильович бере активну участь у роботі товариства «Земляцтво Донеччини». Рішенням виконкому  Торецької міської ради депутатів № 331 від 2 вересня 2004 року Білому Володимиру Васильовичу присвоєно звання «Почесний громадянин Дзержинська».